# Pierre Hérigone
|  | Aquest article tracta sobre el matemàtic Pierre Hèrigone. Si cerqueu el matemàtic Clément Cyriaque de Mangin, vegeu «Clément Cyriaque de Mangin». |

|  | Aquest article tracta sobre el matemàtic Pierre Hèrigone. Si cerqueu el matemàtic i editor Denis Henrion, vegeu «Denis Henrion». |

Pierre Hérigone   (Iparralde, 1580 (Gregorià) - París, 1 de març de 1643) va ser un matemàtic francès.

## Vida i obra
Poques dades es coneixen de la seva vida, fins al punt que alguns autors consideren que "Pierre Hèrigone" era un pseudònim que utilitzava el matemàtic francès Clément Cyriaque de Mangin (o "baron de Mangin"), com també seria un pseudònim seu Denis Henrion, tot i que existeix una controvèrsia sobre qui era cadascun de ells o si eren la mateixa persona.

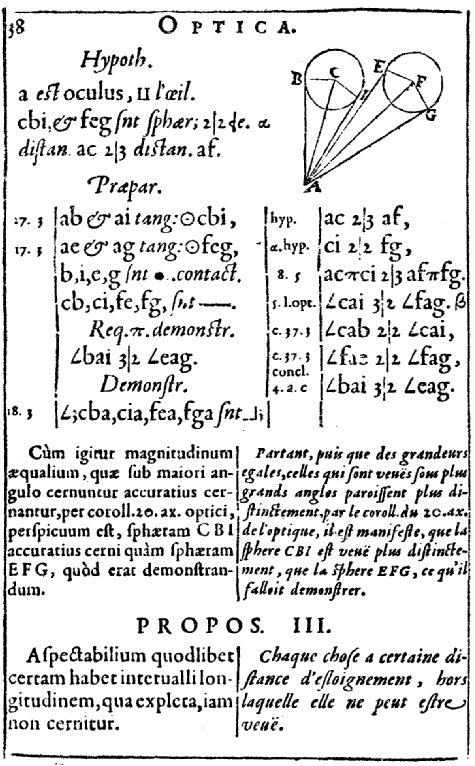
Una pàgina del volum cinquè, en la qual s'aprecien les dues columnes en els dos idiomes.

Stromholm, al Diccionari de Biografies de Científics, diu que era originari del País Basc i que va viure a París on va fer de professor de matemàtiques particular. També afirma que va participar en diferents comissions oficials creades pel cardenal Richelieu.
Si els tres personatges fossin diferents persones, a Hérigone només se li podria atribuir un text enciclopèdic de matemàtiques, titulat Cursus Mathematicus, del qual va publicar els quatre primers volums el 1634, el cinquè volum el 1637 i, finalment, un addendum el 1642. Una segona edició en sis volums es va publicar el 1644. El llibre era una edició bilingüe en la qual en cada pàgina hi havia dues columnes: la de l'esquerra amb el text en llatí, i la de la dreta en francès.
El primer volum estava dedicat als elements d'Euclides i a les còniques d'Apol·loni. El segon a l'aritmètica i l'àlgebra. El tercer a les taules de sinus i logaritmes i a la geometria pràctica, sobre tot per a usos militars. El quart volum a la trigonometria esfèrica, geografia i art de navegar. El cinquè era sobre òptica, astronomia i música. Finalment, l'addendum (o sisè volum) contenia una miscel·lània de diferents temes: àlgebra, equacions cúbiques, astronomia, cronologia, repàs històric, etc. Aquest volum inclou un tractat sobre l'ús del compàs de proporció (un pantòmetre) que ja havia estat publicat el 1631 però sota el nom de Denis Henrion, tot i que sembla que aquest autor no va publicar mai cap obra original.
A part del seu caràcter bilingüe, l'originalitat d'aquesta obra rau en el fet que està plena de símbols matemàtics molts de ells referits a la trigonometria. Molts d'aquests símbols encara sos utilitzats pels matemàtics contemporanis. Hérigone te l'ambició de crear un llenguatge simbòlic universal que sigui aplicable a totes les branques de les matemàtiques.